# Arroyo Tarariras
Der Arroyo Tarariras ist ein Fluss im Osten Uruguays.
Der kleine Fluss verläuft westlich des Arroyo Quebracho auf dem Gebiet des Departamento Cerro Largo in dessen westlichen Teil in nördliche Richtung. Er mündet schließlich als linksseitiger Nebenfluss in den Río Negro.
→ siehe auch: Liste der Flüsse in Uruguay